# Mukim di Pekan Tutong
Pekan Tutong è un mukim del Brunei situato nel Distretto di Tutong con 11.137 abitanti al censimento del 2011.

## Geografia antropica

### Suddivisioni amministrative
Il mukim è suddiviso in 13 villaggi (kapong in malese): Pekan Tutong, Bukit Bendera, Suran, Sungai Basong, Panchor Papan, Panchor Dulit, Sengkarai, Serambangun, Penanjong, Tanah Burok, Kuala Tutong, Penabai, Binturan.